# 인천시청역
인천시청(연세와 병원)역(Incheon City Hall(Yeonsei and Hospital)Station, 仁川市廳驛)은 인천광역시 남동구 간석동에 있는 인천 도시철도 1호선과 인천 도시철도 2호선의 환승역이며, 역 구내에 인천 도시철도 유실물 센터가 있다.
부역명은 초창기엔 한국방송통신대학교 인천지역대학이었으나, 연세와 병원으로 변경됐다. 인천 도시철도 1호선의 경우 간석오거리역 방면으로 경인선과 연결된 지하 선로가 있으며, 인천 도시철도 1호선 전동차의 반입이 이 선로를 통해서 이뤄졌다.

## 연혁
- 1994년 3월 19일 : 인천시청역으로 역명 결정[2]
- 1999년 10월 6일 : 인천 도시철도 1호선 개통과 함께 영업 개시[3]
- 2009년 6월 1일 : 인천 도시철도 1호선 송도국제도시 구간 연장으로 인해 인천시청행 폐지
- 2016년 7월 30일 : 인천 도시철도 2호선 개통과 함께 환승역이 됨[4]

## 역 구조
개통은 인천 도시철도 1호선이 앞섰으나, 당초부터 인천 도시철도 2호선 개통 및 환승을 대비하여 건설되었다. 인천 도시철도 2호선의 역은 기존 1호선 역에 증설되는 형태로 건설되어 출입구와 대합실 일부를 공유한다.
개찰구는 인천 도시철도 1호선 역은 지하 1층, 인천 도시철도 2호선 역은 지하 3층에 있고, 지하 2층에는 환승통로가 있다. 승강장은 인천 도시철도 1호선이 지하 2층에, 인천 도시철도 2호선이 지하 4층에 각각 위치한다. 두 노선 모두 2면 2선의 상대식 승강장을 갖춘 지하역으로, 스크린도어가 설치되어 있다.

### 인천 1호선 승강장
| 간석오거리 ↑ |
| \| 상        |
| ↓ 예술회관   |

| 상행 | ● 인천 도시철도 1호선 | 부평 · 부평구청 · 경인교대입구 · 계산 · 귤현 · 검단호수공원 방면 |
| 하행 | ● 인천 도시철도 1호선 | 예술회관 · 인천터미널 · 원인재 · 송도달빛축제공원 방면           |

### 인천 2호선 승강장
| 석바위시장 ↑ |
| \| 상        |
| ↓ 석천사거리 |

| 상행 | ● 인천 도시철도 2호선 | 주안·석남·아시아드경기장·검암·검단오류 방면 |
| 하행 | ● 인천 도시철도 2호선 | 만수·남동구청·인천대공원·운연 방면          |

## 역 주변
| 나가는 곳 | 방면                                                                                                |
| --------- | --------------------------------------------------------------------------------------------------- |
| 1         | 간석1동 행정복지센터 인천예술고등학교 간석1치안센터                                                 |
| 2         | 간석1동 행정복지센터 인천예술고등학교 간석1치안센터                                                 |
| 3         | 파라다이스아파트 다정한마을서해그랑블아파트                                                         |
| 4         | 인천광역시교육청 인천광역시청 인천시의회 구월중학교 인천석천초등학교 한국방송통신대학교인천지역대학 |
| 5         | 중앙도서관 인천광역시교육청 인천광역시청 인천시의회 한국방송통신대학교인천지역대학                  |
| 6         | 중앙공원 동인천중학교 상인천여자중학교 석바위소공원 인천구월서초등학교                              |
| 7         | 중앙공원 상인천여자중학교 동인천중학교 석바위소공원 인천구월서초등학교                              |
| 8         | 남인천우체국 KT인천지사 사무소 중앙공원                                                             |
| 9         | 중앙공원 KT인천지사 남인천우체국                                                                    |

## 이용객 변동
| 노선      | 노선   | 일평균 인원수 (명/일) | 일평균 인원수 (명/일) | 일평균 인원수 (명/일) | 일평균 인원수 (명/일) | 일평균 인원수 (명/일) | 일평균 인원수 (명/일) | 일평균 인원수 (명/일) | 일평균 인원수 (명/일) | 일평균 인원수 (명/일) | 일평균 인원수 (명/일) | 각주  |
| 노선      | 노선   | 2003년                | 2004년                | 2005년                | 2006년                | 2007년                | 2008년                | 2009년                | 2010년                | 2011년                | 2012년                | 각주  |
| --------- | ------ | --------------------- | --------------------- | --------------------- | --------------------- | --------------------- | --------------------- | --------------------- | --------------------- | --------------------- | --------------------- | ----- |
| 인천1호선 | 승차   | 5,296                 | 5,040                 | 4,994                 | 5,574                 | 5,358                 | 5,471                 | 5,517                 | 5,854                 | 5,956                 | 6,116                 | [ 5 ] |
| 인천1호선 | 하차   | 5,110                 | 4,906                 | 4,880                 | 5,418                 | 5,237                 | 5,362                 | 5,508                 | 5,840                 | 6,044                 | 6,085                 | [ 5 ] |
| 인천1호선 | 승하차 | 10,406                | 9,973                 | 9,874                 | 10,992                | 10,595                | 10,834                | 11,025                | 11,694                | 12,000                | 12,201                | [ 5 ] |
| 노선      | 노선   | 2013년                | 2014년                | 2015년                | 2016년                | 2017년                | 2018년                |                       |                       |                       |                       | [ 5 ] |
| 인천1호선 | 승차   | 6,672                 | 6,949                 | 6,881                 | 6,722                 | 5,976                 |                       |                       |                       |                       |                       | [ 5 ] |
| 인천1호선 | 하차   | 6,649                 | 6,892                 | 6,799                 | 6,533                 | 5,631                 |                       |                       |                       |                       |                       | [ 5 ] |
| 인천1호선 | 승하차 | 13,321                | 13,842                | 13,680                | 13,255                | 11,607                |                       |                       |                       |                       |                       | [ 5 ] |

## 인접한 역
| 인천 도시철도 1호선               | 인천 도시철도 1호선   | 인천 도시철도 1호선                                |
| --------------------------------- | --------------------- | -------------------------------------------------- |
| I123 간석오거리 검단호수공원 방면 | ● 인천 도시철도 1호선 | I125 예술회관(가천대 길병원) 송도달빛축제공원 방면 |
| 인천 도시철도 2호선               |                       |                                                    |
| I220 석바위시장 검단오류 방면     | ● 인천 도시철도 2호선 | I222 석천사거리 운연 방면                          |

## 사진

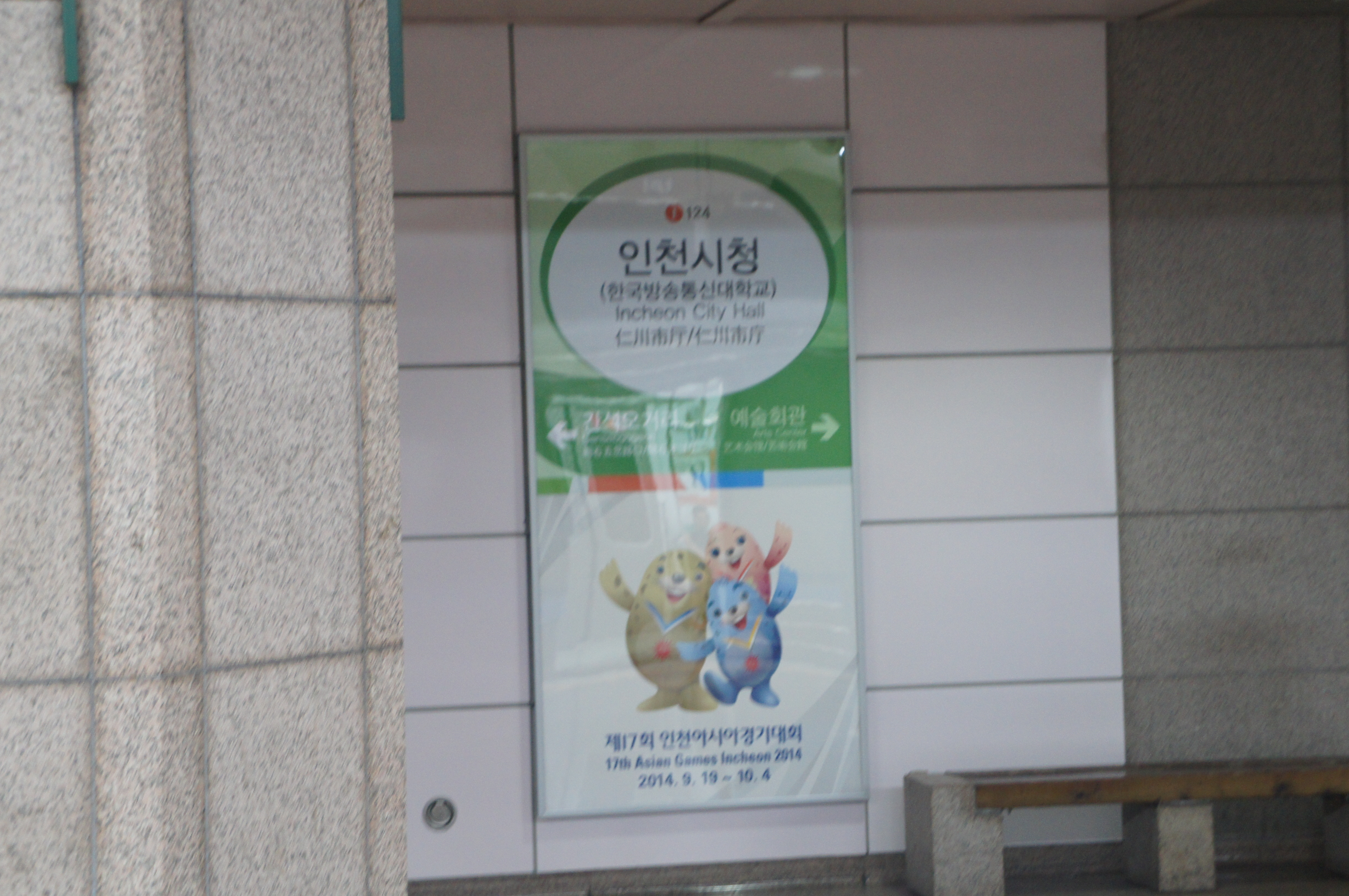
인천 1호선 역명판
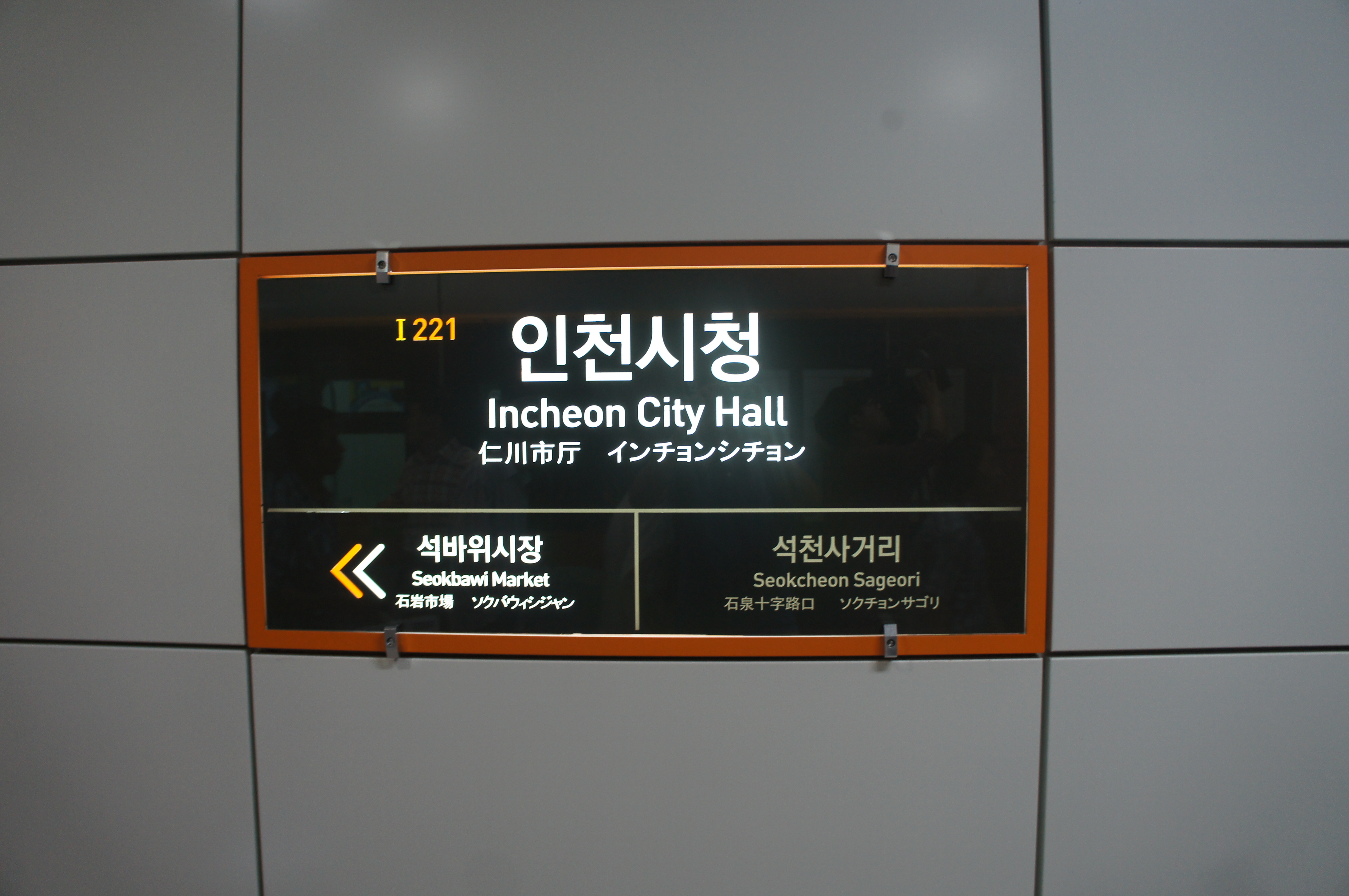
인천 2호선 역명판
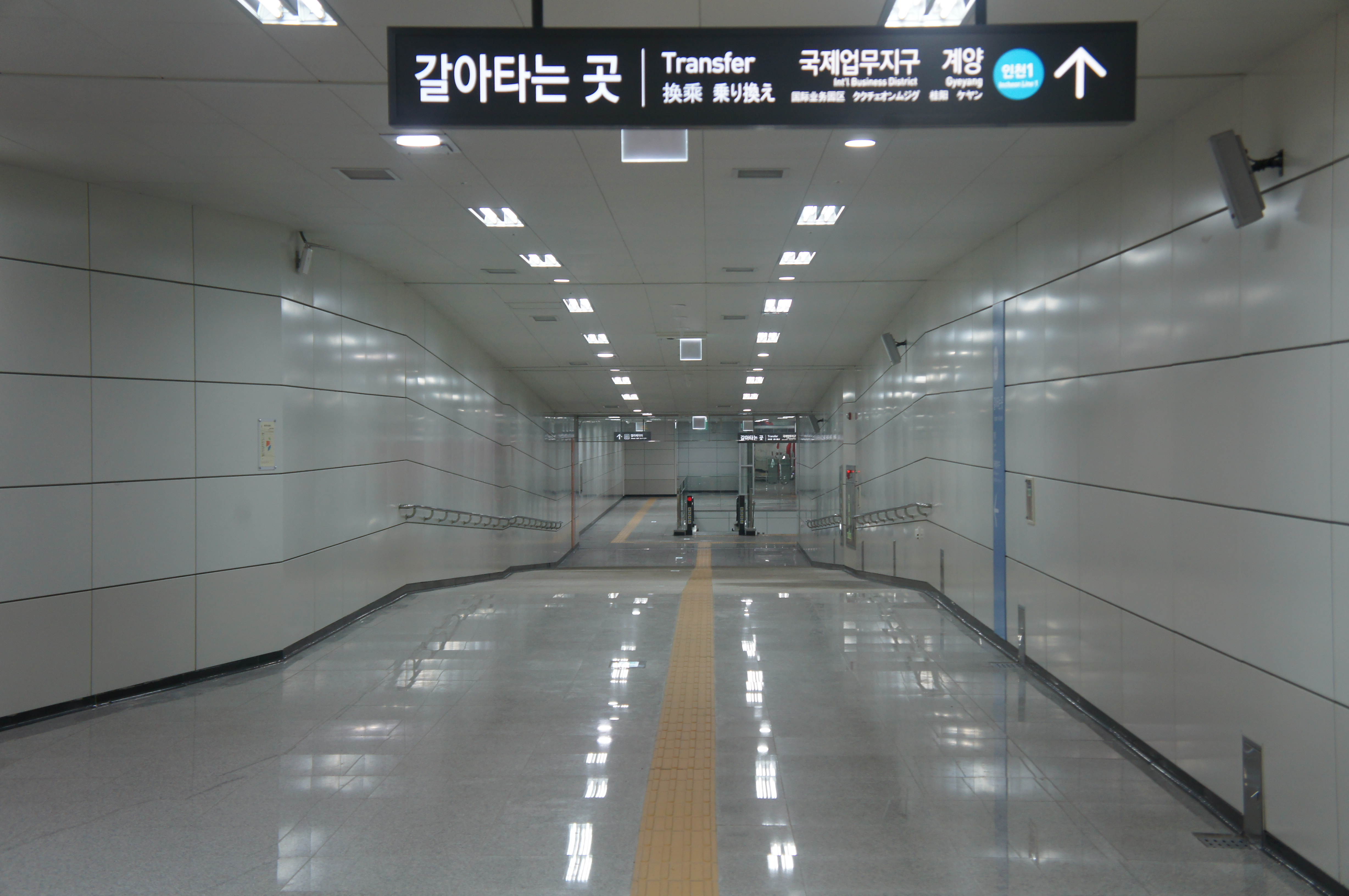
환승통로
인천 1호선 승강장 스크린도어
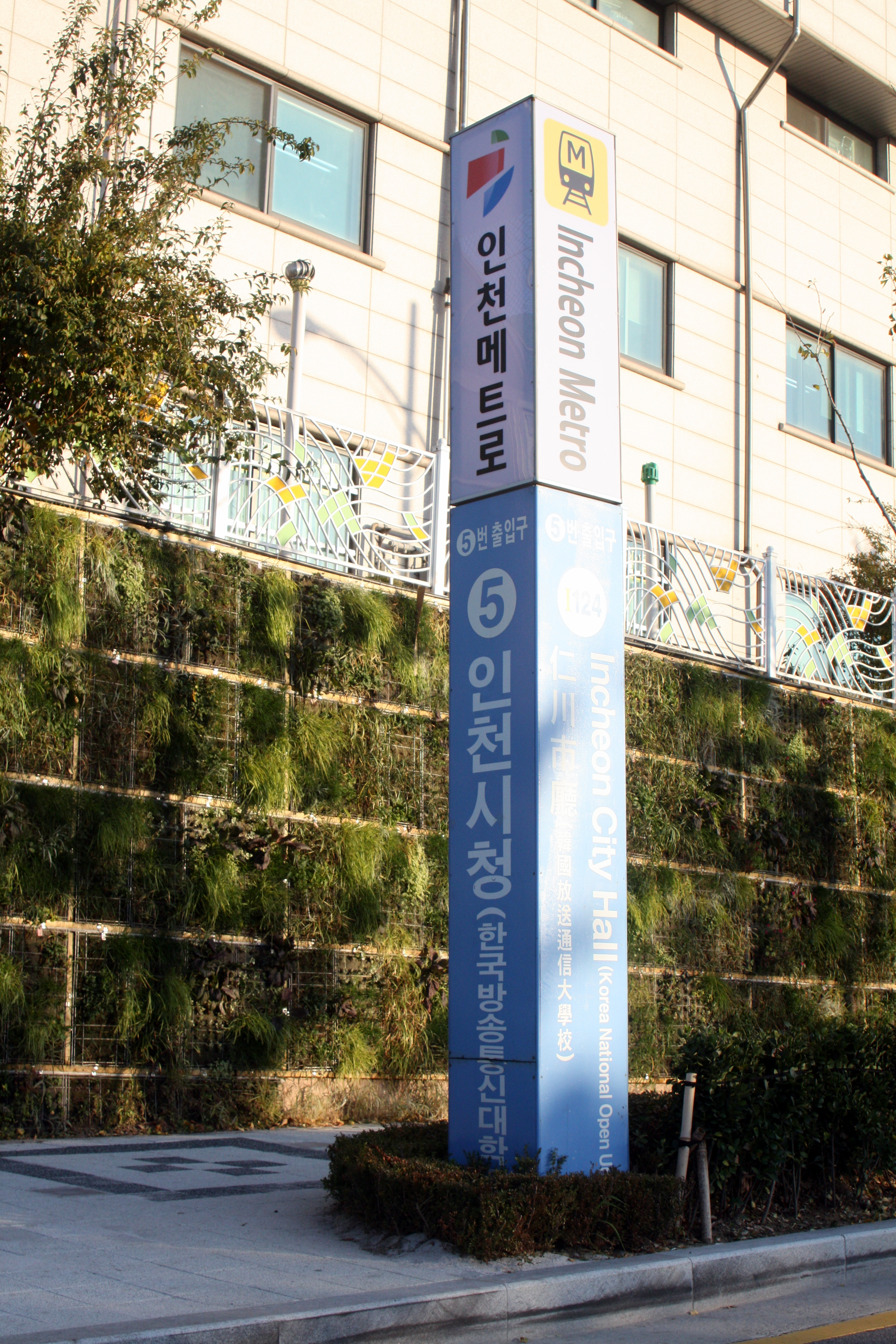
5번 출입구 표지
인천 2호선 인천시청역 7번 출입구
인천 2호선 인천시청역 8번 출입구
인천 2호선 인천시청역 맞이방(대합실)